# Шайер, Кристина
Кристина Шайер (нем. Christine Scheyer; 18 июля 1994 года, Хоэнэмс Австрия) — австрийская горнолыжница, победитель этапа Кубка мира. Специализируется в скоростных дисциплинах.

## Биография и спортивная карьера
Кристина Шайер в возрасте два с половиной года впервые встала на лыжи. Она окончила спортивную школу. В 2013 году выиграла чемпионат мира по групповой гимнастике в Кейптауне с акробатической группой Götzner Zurcaroh.
В 2011 году Кристина приняла участие в Европейском юношеском зимнем олимпийском фестивале в Либереце и заняла пятое место в гигантском слаломе. Зимой 2013 года она выиграла семь гонок организованных международной федерацией лыжного спорта. Затем получила тяжёлую травму - разрыв крестообразной связки и мениск в правом колене. Спустя всего полтора года она получила такую же травму на левом колене в январе 2015 года.
На этапах Кубка мира Кристина дебютировала 12 декабря 2014 года в гигантском слаломе в Оре. 28 февраля 2016 года она впервые завоевала очки в Кубке мира, заняв 23-е место на этапе в комбинации в Сольдеу. Она отлично начала сезон Кубка мира 2016/17 годов, заняв 18 и 23 места в скоростном спуске и 15-е место в супергиганте в Лейк-Луизе. В скоростном спуске в Валь-д'Изере она смогла войти в топ-10, заняв девятое место. 15 января 2017 года она одержала победу в скоростном спуске в Цаухензее, опередив Тину Вайратер.
На чемпионате мира в Санкт-Морице она стартовала в трёх дисциплинах и финишировала шестой в скоростном спуске, 13-й в комбинации и 15-й в супергиганте.
В следующем сезоне её результаты были невысокими и в сборную Австрии на Олимпийские игры в Пхёнчхан она не попала.
В декабре 2018 года Шайер вновь получила разрыв крестообразной связки и медиального мениска в правом колене, а также слепочный перелом бедра при падении в супергиганте в Лейк-Луизе.
В феврале 2020 года 25-летняя спортсменка объявила, что текущий сезон окончен из-за вновь возникших проблем с травмой колена.
На чемпионате мира 2021 года в Италии она приняла участие в двух стартах. В скоростном спуске стала 19-й, а в супергиганте 17-й.
Завершила карьеру после сезона 2023/24.

## Выступления на крупнейших соревнованиях

### Чемпионаты мира
| Чемпионат мира         | Скоростной спуск | Супергигант | Гигантский слалом | Слалом | Комбинация | Команды | Паралл. гигантский слалом |
| ---------------------- | ---------------- | ----------- | ----------------- | ------ | ---------- | ------- | ------------------------- |
| 2017 Санкт-Мориц       | 6                | 15          | -                 | -      | 13         | -       | -                         |
| 2021 Кортина-д’Ампеццо | 19               | 17          | -                 | -      | -          | -       | -                         |

### Кубок мира

#### Победы на этапах Кубка мира (1)
| № | Сезон   | Дата           | Место проведения | Дисциплина       | Место |
| - | ------- | -------------- | ---------------- | ---------------- | ----- |
| 1 | 2016/17 | 15 января 2017 | Цаухензее        | Скоростной спуск | 1     |